# SPOGS Racing
SPOGS Racing é um jogo de corrida de video game públicado pela D2C Games e desenvolvidos pela Pronto Games para o Nintendo Wii. O jogo foi lançado como um dos títulos de lançamento do serviço WiiWare na América do Norte em 7 de julho de 2008.

## Jogabilidade
O jogo possui 12 pistas de corrida jogadas em um veículo chamado SPOG (Sports Player Object Gyros), o qual se trata de um disco de POGs (semelhante a um tazo) com um personagem dentro representado pelo avatar do jogador. Os SPOGS são equipados com seis armas diferentes que permitem ao jogador diminuir a velocidade de seus oponentes.
Com três esquemas de controles diferentes, SPOGS Racing ainda dispõe alguns modos como: corridas rápidas, modo luta e modo temporada (na qual o jogador corre em todas as pistas dísponiveis).
SPOGS Racing foi inspirado por outros jogos de corrida como Mario Kart e Crash Team Racing.